# BOSS Open 2023
BOSS Open 2023 — тенісний турнір, що проходив на трав'яних кортах у місті Штутгарт (Німеччина) з 12 по 18 червня. Належав до категорії ATP 250, був турніром серії Stuttgart Open 2023 року.

## Фінальна частина

### Одиночний розряд
Френсіс Тіафо —  Ян-Леннард Штруфф 4–6, 7–6(7–1), 7–6(10–8)

### Парний розряд
Нікола Мектич /  Мате Павич —  Кевін Кравіц /  Тім Пюц 7–6(7–2), 6–3